# Битва при Верцеллах
Битва при Верцеллах — бій, що стався в 101 році до н. е. між римською армією і військом кімврів.
Римським легіоном командував Гай Марій, маючи 50 тисяч вояків проти приблизно 200-тисячної армії кімврів.
Бойоріг, варварський вождь, особисто домовився з Марієм про місце і день битви. Битва виявилася сумбурною, помилки робила як одна сторона, так і інша, але бойовий вишкіл легіонерів відіграв свою роль. Плутарх писав, що Марій взяв у полон 150 тис. осіб, яких потім продали в рабство.
Ця битва відстрочила напади варварів майже на 30 років.